# Escudo de Pravia
En  el escudo del concejo asturiano de Pravia parecen seis cuervos de sable pasantes a la derecha colocados en dos palos distribuidos de tres en tres sobre fondo plateado y timbrado con corona real cerrada. Los muebles y el campo son las armas puras de los linajes Cuervo y Cuervo Arango. La corona real cerrada es un timbre que en España tiende a colocarse en las entidades territoriales que corresponden al titular de la corona real, y más habitualmente a las entidades cuyo escudo ha sido otorgado o designado durante el reinado de algún monarca de época moderna. Algunas referencias sugieren que esa corona simboliza el periodo durante la época de la monarquía Astur en que desempeñó la función de capital del reino (774-791), si bien la tradición heráldica no señala timbres en función de periodos preheráldicos. 

## Leyenda
Según cuenta la leyenda, el escudo tiene su origen en un hecho de armas ocurrido durante la reconquista. Estaba un capitán praviano a la orilla de un río (probablemente el Nalón), dudando si atravesarlo para atacar a un grupo de árabes superior en número y bien armado que se encontraba al otro lado, cuando aparecieron seis cuervos que empezaron a graznar y revolotear por encima del caballero. Este al verlos atravesó el río con sus hombres y se lanzó a la batalla exclamando:
```
   
Aves de poca valía

   
Que de hambre sentís pena

   
Venid en mi compañía,

   
Pues de carne ajena o mía

   
Os daré la panza llena.
```

El combate finalizó con una gran victoria para el caballero, que dijo a sus seguidores:
```
   
Siempre vi con gran furor,

   
De memoria que me acuerde,

   
Todas aves contra el cuervo,

   
Seguirle con gran denuedo,

   
Por no ser de su color,

   
Y él las sigue con rigor,

   
En su pico agudo y fuerte,

   
Síguelas hasta la muerte,

   
Hiriéndolas de tal suerte,

   
Quedando de ellas vencedor.
```

Enterado el rey de esta victoria, le preguntó al caballero que recompensa desea por su hazaña. Este le pide que le permita pintar en su escudo seis cuervos en recuerdo de la batalla, a lo que el rey accedió gustoso. Con lo cual este se convirtió en el escudo de los Cuervo-Arango ya que el caballero provenía del Valle de Arango y con el tiempo acabó convirtiéndose en el escudo de Pravia.
- Datos: Q10968223